# Medalha de Assiduidade
A Medalha de Assiduidade é uma condecoração civil portuguesa que é conferida aos elementos das Forças e Serviços de Segurança com 10, 20 e 30 anos de serviço efetivo que tenham, respetivamente, pelo menos, 2/3, 50% e 2/3 destes períodos de serviço no comando de esquadras e de postos e na via pública.
A Medalha foi criada em 30 de novembro de 1926, tendo sido reformulada em 12 de maio de 1982. É outorgada pelo Governo de Portugal, mediante despacho do Ministro da Administração Interna e por proposta dos Comandos de cada Força e Serviço de Segurança. 

## Graus
A Medalha de Assiduidade compreende 3 graus:
- 3 Estrelas
- 2 Estrelas
- 1 Estrela